# Варан (консул 410 г.)
Вижте пояснителната страница за други личности с името Варан.
Варан (на латински: Varanes) e политик и военачалник на Западната и на Източната Римска империя през края на 4 и началото на 5 век.
Варан е от персийски произход. През 393 г. отива в Константинопол и вероятно през 394 г. придружава император Теодосий I на Запад. През 408 г. става magister militum. Вестготите провъзгласят Приск Атал през 409 г. за император.
По времето на императорите Флавий Хонорий на Изток и Теодосий II на Запад през 410 г. Варан е консул на Изток без колега. Узурпаторът Приск Атал номинира Тертул за консул на Рим. Тази година (410) кралят на вестготите Аларих I напада и на 24 август 410 г. превзема и плячкосва Рим.